# Harald Glööckler
Harald Glööckler de son vrai nom Harald Glöckler, né le 30 mai 1965 à Maulbronn, est un styliste et entrepreneur allemand, particulièrement connu pour ses créations en strass et étincelantes.
La marque de Glööckler est un motif de couronne, souvent complété par un lettrage Pompöös.

## Biographie
Les parents de Glööckler étaient propriétaires d'un restaurant. Il a un frère de deux ans son cadet. Selon ses[Lesquels ?] informations, sa mère est décédée à l'âge de 24 ans, à la suite d'un accident domestique provoqué par son père. Officiellement, un accident a été signalé comme cause de décès. Il ne communique plus avec son père jusqu'à la mort de ce dernier en 1992,.

### Carrière professionnelle
Glööckler s'intéressait déjà à la mode dans sa jeunesse et cousait des robes de soirée pour des connaissances. Il a terminé un apprentissage en tant que vendeur au détail dans le magasin de mode Sämann et a d'abord été actif en tant que vendeur dans le département des hommes d'une entreprise à Mühlacker. Le 30 novembre 1987, il ouvre avec son associé et directeur, la pourvoirie masculine Dieter Schroth, l'entreprise de mode « Jeans Garden » à Stuttgart, où ils vendent principalement des jeans et des chemises conçus par Glööckler. Plus tard, le nom de l'entreprise de mode est changée en « Pompöös ». En 1990, les deux associés fondent une marque de mode sous le même nom.
En 1994, ils ont organisé le premier défilé de mode dans le nouveau château de Stuttgart. Pour le défilé de mode, une chanson a été produite avec le titre Pompöös est ma vie, à laquelle un clip a été filmé.
En 1997, Glööckler a été invité à Hong Kong pour présenter son défilé de mode à l'occasion du 10e anniversaire du salon professionnel Interstoff Asia.
En l'an 2000, Glööckler déménage de Stuttgart à Berlin. Là, en 2002, il a équipé la revue de Noël « Jingle Bells » dans le Friedrichstadt-Palast avec ses créations et conçu environ 350 costumes pour les danseurs.
En avril 2015, le designer a présenté pour la première fois ses peintures et ses sculptures lors d'un grand vernissage à la galerie Mensing de Berlin. Les travaux ont coûté jusqu'à 50 000 euros.